# Albert Ellis
Albert Ellis (Pittsburgh, 27 settembre 1913 – New York, 24 luglio 2007) è stato uno psicologo statunitense.
Fondatore della Rational Emotive Behavior Therapy (terapia razionale-emotiva), è considerato il precursore della terapia cognitivo-comportamentale. È stato valutato, dalle Associazioni di Psicologi statunitense e canadese in una stima del 1982, come uno dei tre più influenti psicoterapeuti del XX secolo (primo Carl Rogers, terzo Sigmund Freud).
Ha fondato a New York l'Albert Ellis Institute (AEI), di cui è stato presidente e poi presidente emerito.

## Biografia

### Infanzia e giovinezza
Nacque a Pittsburgh, Pennsylvania, da famiglia ebrea, e fu il maggiore di tre figli. Nella sua autobiografia descrisse il padre, uomo d'affari spesso assente da casa per viaggi di lavoro, come incapace di mostrare affetto ai propri figli; e la madre come una donna assorta in sé stessa, affetta da disturbo bipolare, e anch'essa emotivamente distante. Cagionevole di salute, soffrì numerosi malanni durante l'intera infanzia.
Fu un accanito lettore fin da bambino, e questa sua passione si accentuò dall'età di 16 anni
 quando cominciò ad accostarsi alla filosofia, che continuò poi a studiare per tutta la vita. Si interessò soprattutto della filosofia della felicità umana, divenendo un profondo conoscitore di autori occidentali (Epicuro, Epitteto, Marco Aurelio, Spinoza, Kant, Emerson, Thoreau, Bertrand Russel), come pure delle filosofie orientali (Confucianesimo e Buddhismo in particolare). Si interessò altresì alla Psicoanalisi, al Comportamentismo di John Watson e alle sue tecniche di decondizionamento, che applicò su sé stesso già all'età di 19 anni.
Adolescente aderì all'organizzazione politica liberale Young America, sezione giovanile del movimento New America.
Quando la Grande depressione colpì la Nazione, assieme al fratello e alla sorella cominciò a lavorare per contribuire alla sussistenza della famiglia.

### Educazione e inizio di carriera
Durante gli anni della Grande Depressione, dopo aver conseguito un Bachelor in Economia (B.A.), si cimentò negli affari, che trovò poco interessanti. Tentò poi con la letteratura, senza ottenere successo, ma scoprendo di possedere un certo talento come scrittore non letterario. Dal 1938 si dedicò alla ricerca sulla sessualità umana. Da questa esperienza ricavò la motivazione a iniziare una nuova carriera nella psicologia.
Nel 1942 iniziò gli studi di Psicologia clinica presso la Columbia University, dove in quegli anni prevaleva la formazione orientata alla Psicoanalisi. Conseguì il Master (M.A.) nel giugno del 1943. Mentre ancora lavorava al conseguimento del dottorato (Ph.D.), cominciò a pubblicare i suoi primi articoli e ad esercitare part-time la professione privata. Nel 1946 scrisse una critica di molti test della personalità a quel tempo ampiamente diffusi. Ne concluse che solo il Minnesota Multiphasic Personality Inventory rispettava standard sufficientemente scientifici.
Conseguito il Ph.D. nel 1947, continuò la sua formazione di psicoanalista. Come molti psicologi di quel tempo, era interessato alle teorie di Freud. Si sottopose ad analisi e al programma di supervisione con Richard Hulbeck (il cui analista era stato Hermann Rorschach), del Karen Horney Institute. Proprio l'opera di Karen Horney sarà l'unica significativa influenza di scuola psicoanalica nel pensiero di Ellis, sebbene anche gli scritti di Alfred Adler, Erich Fromm e Harry Stack Sullivan giocheranno un ruolo nella formazione dei suoi modelli psicologici. Ma egli attribuirà poi ad Alfred Korzybski, e al suo libro Science and Sanity, lo stimolo intellettuale che lo spinse ad esplorare un nuovo percorso filosofico e a fondare la Rational-Emotive Therapy.

### Maturità
Visse ed esercitò la professione a New York, presso l'istituto da lui fondato, compiendo molti viaggi all'estero per diffondere la sua opera teorica. Si sposò due volte nei primi 40 anni. Visse una open relationship  di 37 anni superati i cinquanta con Janet Wolfe, Ph.D., che è stata Direttore Esecutivo dell'Albert Ellis Institute per oltre 25 anni. Infine un terzo matrimonio negli ultimi anni. Non ebbe figli.

### Gli ultimi anni
Negli ultimi anni dovette affrontare due ricoveri, per seri problemi intestinali (2004) e polmonite (2006), assistito in convalescenza dalla sua assistente Debbie Joffe, che poi divenne sua moglie.
Dopo una disputa sulle politiche di direzione del AEI, sostenne cause civili contro altri membri della direzione, per riottenere le cariche da cui era stato rimosso (2005)

, e il diritto ad utilizzare i locali dell'istituto (2007). A seguito di tali eventi ripudiò l'istituto ed il suo attuale operato.

Continuò comunque a lavorare e riuscì a completare un manuale sulla teoria della personalità poco prima della morte. Il testo è stato pubblicato postumo il 14 agosto 2008.
È scomparso il 24 luglio 2007 per cause naturali, all'età di 93 anni.

## Contributo teorico alla Psicologia

### Sessuologia

#### Liberazione sessuale
Cominciò a praticare la terapia sessuale dal 1943 ed a scrivere libri e articoli dal 1945.
 Alcuni libri divennero dei best seller: The folklore of sex (la sua prima pubblicazione, 1951), Sex without guilt, The art and science of love. Tra il 1956 ed il 1960 pubblicò mensilmente i suoi articoli in materia di sesso e amore sul quotidiano The Independent. Collaborò anche con diversi programmi radiofonici e televisivi.
Per le sue opinioni liberali e anticonvenzionali, è da molti considerato uno degli autori che più influenzarono la rivoluzione sessuale americana degli anni sessanta.
Teorizzò che l'ansia e il senso di inadeguatezza legati alla sessualità, fossero principalmente originati dalle pretese assolutistiche che gli individui si impongono riguardo alla loro vita sessuale e di coppia.

#### Omosessualità
Sull'omosessualità Ellis cambiò posizione nei decenni, passando da una visione tradizionale ad una più aperta, sia sul piano teorico che pratico. Nel libro Homosexuality: Its Causes and Cure del 1965, l'autore considerava l'omosessualità una patologia, quindi una condizione da curare. Nel 1976, dopo che tre anni prima l'American Psychiatric Association aveva cambiato posizione sull'omosessualità escludendola dai disturbi mentali e dalla necessità di cure,  Ellis rivide il proprio punto di vista nel volume Sex and the Liberated Man, dove sosteneva che alcuni comportamenti omosessuali potessero essere disturbati, quindi potenzialmente trattabili, ma nella maggior parte dei casi questo non era necessario, e sosteneva altresì che l'omosessualità non è buona o cattiva in sé. Nel 2001 nella riedizione aggiornata dell'opera Sex Without Guilt (pubblicata come Sex Without Guilt in the Twenty-First Century) egli esponeva un'ulteriore revisione del proprio punto di vista, dedicando all'omosessualità un capitolo e fornendo al lettore omosessuale suggerimenti e consigli per migliorare la qualità della vita sentimentale e sessuale.

### Psicoterapia

#### Il distacco dalla Psicoanalisi
Colpito anche dalla lunga durata della terapia psicoanalitica, che poteva sperimentare nella sua attività professionale, cominciò ad allontanarsene. La rottura definitiva maturò dal gennaio 1953, quando egli iniziò ad autodefinirsi terapeuta razionale (rational therapist). Stava sviluppando un nuovo tipo di psicoterapia, più attivo e direttivo. Dal 1955, con la pubblicazione del saggio New approches to psychoterapy techniques, denominò il suo nuovo approccio Rational Therapy (RT). La denominazione verrà successivamente modificata in Rational-Emotive Therapy (RET), ed infine in Rational Emotive Behavior Therapy (REBT).

#### Il nuovo approccio
L'innovativo approccio di Ellis scaturì anche dall'osservazione che la maggior parte dei pazienti incontrati nell'attività professionale (persone comunemente definite nevrotiche) avevano in comune la tendenza a sviluppare convinzioni rigide ed irrealistiche. Ellis definì queste convinzioni irrational beliefs (IB), e nell'indagarle arrivò ad identificarne alcune principali, riassumibili nelle seguenti forme enfatizzate:

- "Io devo assolutamente ricevere amore e approvazione dalle persone per me importanti, altrimenti sono un essere senza valore";
- "Io devo assolutamente essere competente ed avere successo almeno in un'area di attività, altrimenti sono un miserabile fallito";
- "La gente non deve assolutamente trattarmi male, altrimenti è gente orribile e cattiva che merita la mia condanna e dannazione";
- "Il mondo deve favorirmi e facilitarmi, altrimenti è un luogo orribile ed insopportabile".

Ellis teorizzò che proprio l'abuso dei devo assolutamente (shoulding, must-urbation) e la tendenza ad orribilizzare e terribilizzare gli eventi (awfulizing - "È orribile e terribile e non posso assolutamente sopportarlo") inducano l'individuo a procurarsi emozioni distruttive e comportamenti autolesivi.
 E teorizzò che attraverso l'analisi razionale e la confutazione sistematica (disputing) di tali IB il cliente possa comprendere i propri errori, crearsi nuove convinzioni più razionali e nuovi comportamenti costruttivi, derivandone un miglioramento automatico sul piano emotivo.
Il suo nuovo metodo terapeutico richiedeva allo psicoterapeuta di operare in modo attivo e direttivo per aiutare il cliente a comprendere gli IB causa delle sue sofferenze. E richiedeva al cliente di assumersi la responsabilità della propria vita emotiva, lavorando attivamente al cambiamento di tali convinzioni e dei comportamenti conseguenti, sia durante le sedute terapeutiche, sia a casa eseguendo i compiti (homeworks) dettati dal terapeuta.

#### La diffusione
Nel 1954 cominciò ad insegnare le sue nuove tecniche ad altri terapeuti, e nel 1957 aprì formalmente la strada alla prima terapia cognitivo-comportamentale, proponendo che i terapeuti potevano curare le nevrosi dei loro clienti aiutandoli ad adattare il loro pensiero e comportamento. Due anni dopo pubblicò How to Live with a Neurotic, at home and at work, dove illustrava allo specialista e all'uomo comune il suo nuovo approccio per trattare i nevrotici. Nel 1960 Ellis presentò uno studio sul suo nuovo approccio al convegno dell'Associazione Psicologi Americani a Chicago. Suscitò scarso interesse, ma alcuni compresero che il nuovo paradigma sarebbe divenuto il "zeitgeist" entro una generazione.
A quel tempo l'interesse prevalente nella Psicologia Sperimentale era il Comportamentismo, mentre nella Psicologia Clinica avevano un ruolo di rilievo le scuole psicoanalitiche di teorici come Freud, Jung, Adler, oltre agli approcci gestaltisti di Fritz Perls. A dispetto del fatto che l'approccio di Ellis utilizzava i metodi cognitivi, emotivi e comportamentali, la sua forte enfasi cognitiva disturbò quasi tutti, con la possibile eccezione dei seguaci di Alfred Adler. Conseguentemente egli fu spesso accolto con ostilità alle conferenze professionali e dall'editoria.

Fondò il suo proprio istituto, Institute for Rational Living, nel 1959, come organizzazione no-profit. L'Istituto divenne poi il Institute for Rational Emotive Therapy, e recentemente il Albert Ellis Institute. Nel 1964, utilizzando fondi personali, acquistò un edificio di sei piani sulla 65ª strada di Manhattan come nuova sede del suo istituto.

Fino agli anni sessanta Ellis fu, assieme ad Aaron Beck, l'unico esponente di spicco nell'area della terapia cognitiva, ma negli anni settanta cominciò a suscitare sempre maggior interesse in molti esponenti della terapia comportamentale quali Albert Bandura, Arnold Lazarus, Cesare De Silvestri, Donald Meichenbaum e Michael Mahoney, Carola Schimmelpfennig facilitando quel movimento bidirezionale che portò ad un progressivo accostamento della prospettiva cognitivista e di quella comportamentista, fino alla nascita della Psicoterapia cognitivo-comportamentale, di cui Ellis viene considerato il precursore.

## Incarichi e riconoscimenti
In oltre 60 anni di carriera assunse numerosi incarichi presso istituzioni pubbliche, università, associazioni di psicologia, counselling, sessuologia. Ricevette numerosi riconoscimenti da associazioni di psicologi e counsellors.
 Tra gli altri:
- nel 1971 fu nominato Umanista dell'anno dalla American Humanist Association.
- nel 1982 fu valutato, dalle Associazioni di Psicologi statunitense e canadese, come uno dei tre più influenti psicoterapeuti del XX secolo (primo Carl Rogers; terzo Sigmund Freud).[1]
- nel 2003 ricevette un riconoscimento dalla Association for Rational Emotive Behaviour Therapy (UK) per la formulazione e lo sviluppo della REBT. Fu membro onorario di tale associazione.

## Le opere
Oltre agli scritti teorici rivolti agli studiosi ed ai convegni, l'attività di Ellis si caratterizzò per il forte impegno divulgativo e l'applicazione dei suoi metodi al maggior numero di esperienze umane possibili.

Pratico la diffusione della REBT ad un largo pubblico utilizzando libri, audiotesti, filmati (com'è nel costume statunitense), invitando i lettori a studiarla e spiegarla ai propri cari, nonché con i suoi famosi Workshops del venerdì notte, che condusse pubblicamente per oltre 40 anni nella sede del suo istituto, e in altra sede negli ultimi due anni.
Applicò i suoi metodi ad un ampio numero di esperienze umane, per risolvere i più diversi disagi emotivi nei più vari contesti (ansie e fobie, collera, procrastinazione, bassa tolleranza della frustrazione, complesso di superiorità-inferiorità, sessualità, relazione di coppia, abuso verbale, alcolismo, alimentazione compulsiva, finanze personali, educazione dei figli, convivenza con persone nevrotiche, malattie terminali, invecchiamento, ecc.), attraverso la pratica professionale e con la pubblicazione di numerose opere tematiche.
Sul numero complessivo di pubblicazioni esistono dati discordanti. Si stimano
 oltre 700 scritti specialistici, oltre 70 libri (di cui circa 20 su sesso, amore e matrimonio),
 e circa 150 registrazioni audio e video.

### Elenco delle pubblicazioni in italiano
Poche opere sono state tradotte nel corso dei decenni; alcune sono indicate di seguito:
- Albert Ellis, Lo Scapolo e il Sesso, Edizioni Mediterranee, 1966,  p. 296.
- Albert Ellis, Arte e scienza dell'amore, Edizioni Mediterranee, 1967,  p. 290.
- Albert Ellis, Sesso senza complessi di colpa, Sugar, 1968.
- Albert Ellis, Ragione ed emozione in psicoterapia, C. De Silvestri (a cura di), Astrolabio Ubaldini, 1989,  p. 264, ISBN 978-88-340-0944-4.
- Albert Ellis, Addio nevrosi, D. Tecchio (traduttore), Positive press, 2000,  p. 259, ISBN 978-88-86402-87-3.
- Albert Ellis, L'autoterapia razionale-emotiva. Come pensare in modo psicologicamente efficace, Mario Di Pietro (a cura di), R. Mazzeo (traduttore), M. Belli (traduttore), Centro Studi Erickson, 2002,  p. 224, ISBN 978-88-7946-070-5.
- Albert Ellis e Ted Crawford, Entrare in contatto con il partner. Sette linee guida per il buon rapporto di coppia e una migliore comunicazione, E. Grassi (traduttore), Alberto Perdisa Editore, 2004,  p. V-200, ISBN 978-88-8372-194-6.
- Albert Ellis, Che ansia! Come controllarla prima che lei controlli te, D. Misseri (traduttore), Centro Studi Erickson, 2013,  p. 249, ISBN 978-88-590-0304-5.
- Albert Ellis e Raymond C. Tafrate, Che rabbia! Come controllarla prima che lei controlli te, D. Misseri (traduttore), Centro Studi Erickson, 2013,  p. 189, ISBN 978-88-590-0305-2.